# República Socialista Soviética Autônoma Tajique
```
   |-
       | 
Erro:
:  
valor não especificado para "
continente
"
```

A República Socialista Soviética Autônoma Tajique (português brasileiro) ou República Socialista Soviética Autónoma Tajique (português europeu) (em russo: Таджикская Автономная Социалистическая Советская Республика) foi uma república autônoma dentro da República Socialista Soviética Uzbeque da União Soviética que existiu de outubro de 1924 até outubro de 1929.